# レフティ・オドール
フランシス・ジョセフ・オドール（Francis Joseph O'Doul, 1897年3月4日 - 1969年12月7日）は、アメリカ合衆国カリフォルニア州サンフランシスコ出身のプロ野球選手（投手、外野手）・監督。姓は本来の発音に近いオドゥールとも表記される。

## 経歴

### アメリカ球界における経歴
サンフランシスコのベイビュー高校卒業後、ニューヨーク・ヤンキースと契約。当初は投手であった。当時左投げ投手は珍しく、「レフティ（左利き）」のニックネームをつけられた。1919年にメジャー昇格。その後、1923年にボストン・レッドソックスに移籍したシーズンまで実働4シーズン投手としての記録が残っている。しかし、彼の打力に注目した首脳陣は、投手ではなくオドールを野手として起用するようになる。
投手を断念してから数シーズン、オドールはレッドソックスやニューヨーク・ジャイアンツのAAA級でくすぶっていたが1928年に初めて規定打席に達して打率3割をマーク。翌1929年にはフィラデルフィア・フィリーズに移籍して打率.398をマークし首位打者を獲得、打撃に開眼する。その年マークした254安打はナショナルリーグ記録であり、両リーグ合わせてもイチロー、ジョージ・シスラーに次いで史上3位。
ブルックリン・ロビンスに移籍した1931年も打率3割をキープし、チーム名がブルックリン・ドジャースに改称された1932年には2度目の首位打者に輝くなど5年連続打率3割をマークした。同年には、全日本大学野球連盟の招きでモー・バーグ、テッド・ライオンズとともに来日、東京六大学野球連盟に属する各大学で野球を教えた。その後は出場機会は減少。1933年に再度ニューヨーク・ジャイアンツに復帰し、同年のワールドシリーズ制覇。1934年のシーズン限りで引退。
引退後、1935年から23年間にわたってマイナーリーグベースボールのパシフィックコーストリーグ（AAA級）で監督を務めた。その内訳は、サンフランシスコ・シールズ（1935年 - 1951年）、サンディエゴ・パドレス（1952年 - 1954年）、オークランド・オークス（1955年）、バンクーバー・マウンティズ（1956年）、シアトル・レニアーズ（1957年）である。シールズでは1935年と1943年から1946年までとリーグ優勝を遂げている。
ニューヨーク・ジャイアンツがサンフランシスコに移転すると、オドールは1958年から1961年まで臨時の打撃コーチを務めた。
シールズの監督時代、選手の一人に若き日のジョー・ディマジオがいた。後年ディマジオがニューヨーク・ヤンキースの大選手になったあと、オドールは「ディマジオを自分の功績にしないでほしい。気を利かせて放っておいただけだから」とコメントしたが、これは謙遜によるものだった。ジャイアンツの臨時コーチ時代にはウィリー・マッコビーも指導している。
晩年は野球界から去り、サンフランシスコのゲイリー大通りという目抜き通りにレストラン兼スポーツバーを出店、1969年にこの世を去るまでサンフランシスコを離れなかった。この店は今もなお「レフティ・オドールのレストラン&カクテルラウンジ」として営業を続けている。野球選手としては流浪の選手であったが生粋のサンフランシスコ人であったといえる。その功績をたたえて、1981年にはサンフランシスコ・ベイエリアにゆかりのスポーツ関係者を対象とした「ベイエリアのスポーツ殿堂」（Bay Area Sports Hall of Fame）に表彰された。また、サンフランシスコ・ジャイアンツの本拠地オラクル・パークの近くの入り江「マッコビー・コーブ」にかかる橋には「レフティ・オドール橋」という名前が付けられている。

### オドールと日本球界
オドールが本土アメリカよりも日本で著名なのは日本のプロ野球と浅からぬ縁を持っているからである。
1934年（昭和9年）12月に現存するプロ野球チームとして最古の球団「大日本東京野球倶楽部」が結成されたが、相手となるチームがいなかったため、1935年（昭和10年）、同球団は第1回アメリカ遠征を行った。最初に訪れた地・サンフランシスコでシールズを率いていたオドールは、大日本東京野球倶楽部のメンバーのひとりだったヴィクトル・スタルヒンが当時無国籍であったため、彼のアメリカ入国の許可を得るために奔走した。そして、この対戦相手チームにニックネームがないことに気づき、大日本東京野球倶楽部のマネージャーをしていた鈴木惣太郎に、ニックネームをつけることを提案した。
オドールは、大日本東京野球倶楽部が日本最大の都市である東京市のチームということで、米国最大の都市であるニューヨークのチームからジャイアンツの愛称を鈴木に提案した。ニューヨークにはジャイアンツ、ドジャース、ヤンキースと3チームあったが、ジャイアンツがニューヨークのチームとしての歴史が最も長く（ドジャースの本拠地は1898年のニューヨーク市併合前はブルックリン市で、併合後もブルックリンのチームを通した。ヤンキースは1903年創設の後発チーム）、本拠地の位置も中心部のマンハッタン区だった（ドジャースはブルックリン区、ヤンキースはブロンクス区）。また、愛称もドジャース（トロリードジャース）はブルックリン区民の通称、ヤンキース（ヤンキー）は米国北東部の白人の通称で、他地域ましてや他国のチームには合わないものだった。鈴木はオドールの案を持ち帰りチームの了承を得、遠征中は「東京ジャイアンツ」のニックネームを使用することとなった。これがきっかけとなって、大日本東京野球俱楽部は帰国後、東京巨人軍と改称するに至った。
また、オドールは選手時代にもメジャーリーグ選抜チームの一員として2回訪日している（1931年・ロビンス、1934年・ジャイアンツ）。
さらに、オドールと日本のつながりを示す話として最も語られるのが1949年（昭和24年）の訪日である。当時オドールはサンフランシスコ・シールズの監督として訪日し、急遽当時の日本プロ野球のスタープレーヤーで結成された全日本チームとの対戦巡業を行ったが、どの試合も完膚なきまでに全日本チームを圧倒し、しかもそれがアメリカのトップリーグのチームではないという事実に、日本の野球ファンは大きな衝撃を受けた。しかし、巡業の合間には野球教室を開いたり、日本の人々との交流を決して忘れなかった。この、本場アメリカのプロ野球に触れる機会は、大相撲力士ながら自らの草野球チームを持つほどの野球好きだった横綱前田山が飛び入りで参加するなど、話題となった。しかし、当時の前田山は病気を理由に休場中で、それにも関わらず遊びとも言える行動をとっていた事が問題視され、引退に追い込まれてしまう、という逸話まで残した。
1951年（昭和26年）、今度はメジャーリーグ選抜チームの監督となって4度目の訪日（メジャーリーグ選抜で、ジョー・ディマジオは最後のユニフォーム姿を披露することになる）をしたオドールは、全国各地で「オドールさん」と野球ファンに親しまれたという。

### 殿堂入り
戦後の荒廃した日本に野球という手法で新たな光を差し込ませ、日米交流を図ったという点が大きく評価され、2002年、特別表彰の新世紀表彰という形で日本の野球殿堂入りが決定した。
外国人の殿堂入りは過去に例があるが（ヴィクトル・スタルヒンと与那嶺要）、メジャーリーグを経験した選手の殿堂入りは史上初である。オドールはアメリカ野球殿堂入りは果たしていない。ただし、長年にわたるパシフィック・コーストリーグへの功績により、2003年に同リーグの殿堂（Pacific Coast League Hall of Fame）に表彰されている。

## 詳細情報

### 年度別投手成績
| 年 度     | 球 団     | 登 板 | 先 発 | 完 投 | 完 封 | 無 四 球 | 勝 利 | 敗 戦 | セ 丨 ブ | ホ 丨 ル ド | 勝 率 | 打 者 | 投 球 回 | 被 安 打 | 被 本 塁 打 | 与 四 球 | 敬 遠 | 与 死 球 | 奪 三 振 | 暴 投 | ボ 丨 ク | 失 点 | 自 責 点 | 防 御 率 | W H I P |
| --------- | --------- | ----- | ----- | ----- | ----- | -------- | ----- | ----- | -------- | ----------- | ----- | ----- | -------- | -------- | ----------- | -------- | ----- | -------- | -------- | ----- | -------- | ----- | -------- | -------- | ------- |
| 1919      | NYY       | 3     | 0     | 0     | 0     | 0        | 0     | 0     | 0        | --          | ----  | 27    | 5.0      | 7        | 0           | 4        | --    | 0        | 2        | 0     | 0        | 6     | 2        | 3.60     | 2.20    |
| 1920      | NYY       | 2     | 0     | 0     | 0     | 0        | 0     | 0     | 0        | --          | ----  | 17    | 3.2      | 4        | 0           | 2        | --    | 1        | 2        | 0     | 0        | 2     | 2        | 4.91     | 1.64    |
| 1922      | NYY       | 6     | 0     | 0     | 0     | 0        | 0     | 0     | 0        | --          | ----  | 80    | 16.0     | 24       | 0           | 12       | --    | 0        | 5        | 2     | 0        | 13    | 6        | 3.38     | 2.25    |
| 1923      | BOS       | 23    | 1     | 0     | 0     | 0        | 1     | 1     | 0        | --          | .500  | 248   | 53.0     | 69       | 1           | 31       | --    | 4        | 10       | 0     | 0        | 50    | 32       | 5.43     | 1.89    |
| 通算：4年 | 通算：4年 | 34    | 1     | 0     | 0     | 0        | 1     | 1     | 0        | --          | .500  | 372   | 77.2     | 104      | 1           | 49       | --    | 5        | 19       | 2     | 0        | 71    | 42       | 4.87     | 1.97    |

### 年度別打撃成績
| 年 度      | 球 団      | 試 合 | 打 席 | 打 数 | 得 点 | 安 打 | 二 塁 打 | 三 塁 打 | 本 塁 打 | 塁 打 | 打 点 | 盗 塁 | 盗 塁 死 | 犠 打 | 犠 飛 | 四 球 | 敬 遠 | 死 球 | 三 振 | 併 殺 打 | 打 率 | 出 塁 率 | 長 打 率 | O P S |
| ---------- | ---------- | ----- | ----- | ----- | ----- | ----- | -------- | -------- | -------- | ----- | ----- | ----- | -------- | ----- | ----- | ----- | ----- | ----- | ----- | -------- | ----- | -------- | -------- | ----- |
| 1919       | NYY        | 19    | 17    | 16    | 2     | 4     | 0        | 0        | 0        | 4     | 1     | 1     | --       | 0     | --    | 1     | --    | 0     | 2     | --       | .250  | .294     | .250     | .544  |
| 1920       | NYY        | 13    | 13    | 12    | 2     | 2     | 1        | 0        | 0        | 3     | 1     | 0     | 0        | 0     | --    | 1     | --    | 0     | 1     | --       | .167  | .231     | .250     | .481  |
| 1922       | NYY        | 8     | 9     | 9     | 0     | 3     | 1        | 0        | 0        | 4     | 4     | 0     | 0        | 0     | --    | 0     | --    | 0     | 2     | --       | .333  | .333     | .444     | .778  |
| 1923       | BOS        | 36    | 39    | 35    | 2     | 5     | 0        | 0        | 0        | 5     | 4     | 0     | 0        | 2     | --    | 2     | --    | 0     | 3     | --       | .143  | .189     | .143     | .332  |
| 1928       | NYG        | 114   | 390   | 354   | 67    | 113   | 19       | 4        | 8        | 164   | 46    | 9     | --       | 6     | --    | 30    | --    | 0     | 8     | --       | .319  | .372     | .463     | .836  |
| 1929       | PHI        | 154   | 732   | 638   | 152   | 254   | 35       | 6        | 32       | 397   | 122   | 2     | --       | 13    | --    | 76    | --    | 4     | 19    | --       | .398  | .465     | .622     | 1.087 |
| 1930       | PHI        | 140   | 606   | 528   | 122   | 202   | 37       | 7        | 22       | 319   | 97    | 3     | --       | 10    | --    | 63    | --    | 5     | 21    | --       | .383  | .453     | .604     | 1.057 |
| 1931       | BRO        | 134   | 564   | 512   | 85    | 172   | 32       | 11       | 7        | 247   | 75    | 5     | --       | 1     | --    | 48    | --    | 3     | 16    | --       | .336  | .396     | .482     | .879  |
| 1932       | BRO        | 148   | 655   | 595   | 120   | 219   | 32       | 8        | 21       | 330   | 90    | 11    | --       | 5     | --    | 50    | --    | 7     | 20    | --       | .368  | .423     | .555     | .978  |
| 1933       | BRO        | 43    | 175   | 159   | 14    | 40    | 5        | 1        | 5        | 62    | 21    | 2     | --       | 0     | --    | 15    | --    | 1     | 6     | 3        | .252  | .320     | .390     | .710  |
| 1933       | NYG        | 78    | 261   | 229   | 31    | 70    | 9        | 1        | 9        | 108   | 35    | 1     | --       | 1     | --    | 29    | --    | 2     | 17    | 7        | .306  | .388     | .472     | .860  |
| '33計      | NYG        | 121   | 436   | 388   | 45    | 110   | 14       | 2        | 14       | 170   | 56    | 3     | --       | 1     | --    | 44    | --    | 3     | 23    | 10       | .284  | .361     | .438     | .799  |
| 1934       | NYG        | 83    | 197   | 177   | 27    | 56    | 4        | 3        | 9        | 93    | 46    | 2     | --       | 1     | --    | 18    | --    | 1     | 7     | 0        | .316  | .383     | .525     | .908  |
| 通算：11年 | 通算：11年 | 970   | 3658  | 3264  | 624   | 1140  | 175      | 41       | 113      | 1736  | 542   | 36    | 0        | 39    | --    | 333   | --    | 23    | 122   | 10       | .349  | .413     | .532     | .945  |

- 各年度の太字はリーグ最高

### タイトル
MLB
- 首位打者：2回 （1929年、1932年）

### 表彰
NPB
- 野球殿堂特別表彰（1959年）

### 記録
- MLBオールスターゲーム出場：1回 （1933年）
- シーズン安打数：254（1929年：歴代3位）
- 通算打率：.349（歴代4位）※3000打数以上